# Franko Andrijašević
Franko Andrijašević (Split, 22. lipnja 1991.), hrvatski je nogometaš koji igra na položaju napadačkog veznog, a trenutačno je član kineskog Zhejiang Professionala.

## Klupska karijera
Andrijašević je proizašao iz Hajdukove omladinske škole, prošao je sve mlađe kategorije Hajduka, od mlađih pionira do juniora.
Za prvu momčad splitskog Hajduka je debitirao 14. kolovoza 2010. godine u gostima protiv Intera iz Zaprešića u pobjedi od 4:0 odigravši zadnjih 15-ak minuta.
U 2014. godini je Andrijašević potpisao za zagrebački Dinamo.
Nakon jedne godine na posudbi u zagrebačkoj Lokomotivi, Andrijašević je potpisao trogodišnji ugovor s HNK Rijekom u srpnju 2016. godine. Tako je postao šesti igrač u povijesti 1. HNL-a koji je zaigrao za zagrebački Dinamo, Hajduk Split te HNK Rijeku.
U lipnju 2017. je Andrijašević nastavio karijeru u belgijskom KAA Gentu. Nakon liječničkog pregleda je reprezentativac potpisao ugovor na pet godina. Iznos odštete je, nagađalo se, oko 4,3 milijuna eura.
Nije se najbolje snašao u Gentu, pa je bio na posudbama u Waasland-Beverenu i HNK Rijeci.
U lipnju 2021. godine, kineski Zhejiang obznanio je da su potpisali ugovor s Andrijaševićem na tri godine.

## Statistika u Hajduku
Statistika u Hajduku
| Natjecanje        | Nastupi | Zgoditci |
| ----------------- | ------- | -------- |
| Prvenstvo         | 71      | 12       |
| Kup               | 7       | 3        |
| Superkup          | 0       | 0        |
| Međunarodne       | 6       | 0        |
| Splitski podsavez | 0       | 0        |
| Ukupno            | 84      | 15       |
| Prijateljske      | 45      | 11       |
| Sveukupno         | 129     | 26       |

Prvi službeni nastup ima kao zamjena Cernatu u 70-toj minuti 13. svibnja 2010. protiv Croatije iz Sesveta u Kranjčevičevoj. Hajduk je utakmicu dobio s 2:5 pogocima Cernata, Čopa koji je ušao umjesto Tomasova i Ibričića (3).

## Andrijaševići u Hajduku
- Franko Andrijašević
- Stjepan Andrijašević
- Vojko Andrijašević

## Reprezentativna karijera
Za hrvatsku nogometnu reprezentaciju nastupao je u mlađim dobnim kategorijama. Osvojio je treće mjesto na Europskom prvenstvu 2010. godine s reprezentacijom do 19 godina gdje je sudjelovao dvama postignutim pogodcima.
Za seniorsku reprezentaciju debitirao je 6. veljače 2013. godine u prijateljskoj utakmici odigranoj u Londonu protiv Južne Koreje, u kojoj je Hrvatska pobijedila 4:0. Svoj prvi pogodak za reprezentaciju postigao je 11. siječnja 2017. godine na China kupu, u poluzavršnoj utakmici protiv Čilea (1:1, 1:4 11 m).

## Nagrade i priznanja

### Individualna
- 2016.: Najbolji igrač Prve HNL, u izboru kapetana klubova Prve HNL.
- 2017.: Najbolji igrač Prve HNL, Žuta majica Sportskih novosti.

## Vanjske poveznice
- Profil, hnl-statistika.com
- Profil, Hrvatski nogometni savez